# 櫻岡大神宮
櫻岡大神宮（さくらがおかだいじんぐう）は、宮城県仙台市青葉区の西公園内にある神社である。旧社格は県社。同社の周辺は、仙台市の中でも有数のサクラの名所として知られる。

## 概要
伊達政宗が創建した神社である。もとは仙台城の城下町の北の守りである北山丘陵上の北山五山の西にある峰の1つ（現在は標高117.64mの四等三角点「荒巻」（北緯38度16分55.2402秒 東経140度50分51.3146秒 / 北緯38.282011167度 東経140.847587389度）がある）に鎮座し、神仏習合によって別当寺と共に伊勢堂山と呼ばれた。仙台藩第4代藩主の伊達綱村により藩主継承時には必ず当社に参詣する慣例が創られ、藩内の有力な寺社の1つとなった。
1871年（明治4年）の廃藩置県で仙台藩が消滅して仙台県が設置されると財政的な後ろ盾を失うが、翌1872年（明治5年）には代わって大町の商人が後ろ盾となり、広瀬川を望む名勝地の元柳町（現西公園内）に遷宮され、御譜代町でも当社に近い町の信仰を集めるようになる。当地は江戸時代の仙台藩有力家臣の邸宅が建ち並ぶ地であったが、藩の消滅および士族の没落によって、次第に料亭・公園・芝居小屋などの観光・娯楽施設、あるいは、広い土地が必要な学校などに転用されていった（→参照）。当時から現在まで当社の門前で営業している源吾茶屋（北緯38度15分34.3秒 東経140度51分45.5秒 / 北緯38.259528度 東経140.862639度）も、そのような新規の観光施設の1つである。
1926年（大正15年）の仙台市電開業に合わせ、肴町通りの西の突き当たりにあたる現在地に遷宮し、同通りが表参道となった。ただし現在は、同通りと西公園通との交差点に横断歩道などがないため、少しの迂回が必要。
なお、伊勢堂山には大入道の伝説（→参照）があるが、当社との関係は不明。

## 歴史

### 年表
- 1621年（元和7年）、仙台城の城下町北郊、北山丘陵上の北山五山の西の地（現・青葉区千代田町）に、伊勢神宮の分霊を伊達政宗が勧請して[1]「神明宮」と称した[2]。また、妙海法印により、祓山神宮寺と称する別当寺も開山された[1]。以後、両社寺および所在する丘陵部は「伊勢堂山」と呼ばれるようになる。
- 1683年（天和2年）、伊達綱村が社殿を改築し、敷地も拡張した[2]。また、藩主の継承時には必ず伊勢堂山に参詣する慣例が始まった[2]。
- 1868年（慶応4年/明治元年）の一連の神仏分離令を受けて、神宮寺を廃止[1]。
- 1869年（明治2年）、村社に列せられ、「荒巻神明社」と改称[1]。
- 1872年（明治5年）、旧城下町の元柳町（現・青葉区桜ヶ岡）に遷宮[1]（北緯38度15分37.4秒 東経140度51分43.5秒 / 北緯38.260389度 東経140.862083度）。場所は、現在地のやや北で、神社北面が立町新丁（現・仙台西道路）に面する。後の西公園野球場の西側（現在は花見広場）。
- 1875年（明治8年）5月、県社に列格されたのを機に、「櫻岡大神宮」と改称[1]。
- 1908年（明治41年）、中ノ町にある住吉神社を合祀[1]。
- 1912年（明治45年）、榴ヶ岡にある村社の神明社、および、洲崎神社を合祀[1]。
- 1913年（大正2年）、花壇にある住吉神社を合祀[1]。
- 1926年（大正15年）10月17日、現在地に遷宮[2]（北緯38度15分34.7秒 東経140度51分42.4秒 / 北緯38.259639度 東経140.861778度）。

### 遷宮後の伊勢堂山
北山丘陵の伊勢堂山跡地には、1872年（明治5年）の遷宮後に氏子が祠を建てており、1958年（昭和33年）に社殿を新造し、「伊勢神明社」となっている（北緯38度16分53.9秒 東経140度50分54.4秒 / 北緯38.281639度 東経140.848444度）。
また、1968年（昭和43年）の住居表示施行より前は、伊勢神明社周辺の地名が「伊勢神明」、伊勢神明の西側の道および沿道の地名が「神明横町」、参道に直線的に繋がる道およびその沿道の地名が「神明通」、神明通の南側の地区一帯の地名が「伊勢堂下」と名付けられていた。現在、「神明横町」は市道神明横丁線、「神明通」は市道神明通線、「伊勢堂下」を貫く道は市道伊勢堂下3号線、市道伊勢堂下2号線、市道伊勢堂下1号線と称し、かつての神明宮や伊勢堂山の名を残している。

## 祭礼
- 1月1日 元旦祭・初詣
- 1月14日 どんと祭（松納祭）
- 2月3日 節分祭
- 2月8日 針供養
- 6月30日 夏越祭
- 7月下旬より、七夕飾り付け
- 7月下旬 御譜代町夏の夜祭り「西公園ナイトマーケット」（雅楽演奏等もある）
- 8月5日 仙台七夕花火祭に合わせて縁日が出る。
- 10月17日 例祭
- 10月第3日曜日 神賑行事（子供神輿が大町・一番町まで繰り出す）
- 11月 七五三祝祭
- 12月31日 年越大祓 歳晩祭

## アクセス
- 仙台市営バス：以下のバス停は120円パッ区対象地域内
  - 仙台駅西口バスプール10番のりばより茂庭台方面行き、または、広瀬通経由交通公園行きに乗って「立町小学校前」下車。
- 無料駐車場：10台
- JR東日本：仙台駅より徒歩20分。
- 仙台市地下鉄：
  - 東西線・大町西公園駅より西1出入口・西公園口すぐ。